# 桃園龍德宮
桃園龍德宮是位於台灣桃園市蘆竹區的廟宇，主祀天上聖母（四媽祖），祖廟為雲林麥寮拱範宮，於每年農曆二月份，舉辦八天七夜南巡徒步遶境進香，原先是到麥寮祖廟謁祖進香，後來改至鹿港天后宮刈火進香，民國114年（乙巳年）改為九天八夜南巡徒步遶境進香。

## 奉祀神聖
天上聖母（四媽祖）、
玉皇上帝、中壇元帥、太歲星君、關聖帝君。於民國109年10月6日入火安座後，增添陪祀神聖：玄壇財神、觀音佛祖、普賢佛祖、文殊佛祖、九天玄女、瑤池金母、斗姆元君。再於民國114年1月17日，恭迎鹿港天后宮「鹿港四媽祖」聖駕永鎮護持、助展「桃園龍德宮」。

## 外部連結
- 桃園龍德宮 四媽祖 全球資訊網 （页面存档备份，存于）
- 桃園龍德宮 四媽祖 粉絲團
- 桃園四媽祖文化傳播網路電視台 （页面存档备份，存于）